# Billy-Montigny
Billy-Montigny é uma comuna francesa na região administrativa de Altos da França, no departamento de Pas-de-Calais. Estende-se por uma área de 2,71 km². Em 2010 a comuna tinha 8 208 habitantes (densidade: 3 028,8 hab./km²).